# Onlinevideothek
Als Onlinevideothek bezeichnet man eine Videothek, die Geschäftsvorgänge über das Internet abwickelt. Dabei werden den Kunden wie bei einer herkömmlichen Videothek hauptsächlich Videofilme und Computerspiele zur Verfügung gestellt.

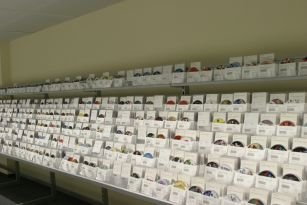
Blick in eine Onlinevideothek, die mit dem DVD-Verleih-Modell (Vermietung) arbeitet. Die Geschäftsräume werden von den Kunden nie betreten.

Onlinevideotheken nutzen verschiedene Geschäftsmodelle, darunter Vermietung, unverbindlicher Kauf mit Rückgabeoption sowie Abrufvideos in Form von gestreamten Inhalten. Viele Onlinevideotheken mischen diese Geschäftsmodelle. Das derzeit meistgenutzte Geschäftsmodell ist die gesetzlich geregelte Vermietung, wie sie auch von klassischen Videotheken genutzt wird. Gemietete oder gekaufte Videos werden dem Kunden aber über den Postweg zugestellt, Abrufvideos (Video on Demand) über das Internet live dargeboten.
Eine Onlinevideothek nutzt an Stelle von Geschäftsräumen eine Verwaltungseinheit und oft mehrere Logistikeinheiten, die Video-DVDs lagern, verpacken, den Postverkehr zentral einbinden und auch die vom Kunden zurückgesendeten Packeinheiten wieder entgegennehmen. Zur Abwicklung der Kundenkontakte wird ein Webportal betrieben. Eine Onlinevideothek, die Abrufvideos zur Verfügung stellt, besteht lediglich aus einer Verwaltungseinheit, da kein Warenverkehr stattfindet, sondern der gesamte Verleihvorgang über ein Serverhosting abgewickelt wird.

## Geschichte der Onlinevideotheken
Die erste Onlinevideothek wurde 1998 in den USA gegründet. Das Geschäftsmodell bestand darin, Videos (damals noch Bandmaterial) nicht ausschließlich über stationäre Geschäftsräume zu verleihen, sondern zusätzlich per Post an die angemeldeten Kunden zu versenden. Das ersparte dem Kunden den Weg in die Videothek und bot über ein Internetportal eine praktischere Auswahl der Filme. Über eine Kreditkarte war auch eine Neuanmeldung online möglich.

### Internationale Marktentwicklung
Die Branche hat sich sehr schnell, aber international unterschiedlich entwickelt. Die Bedingungen für den Versandbetrieb variieren von Land zu Land und hängen von verfügbaren Kundenstämmen, Lieferwegen, der Größe eines Landes, seiner Bevölkerungsdichte und den geltenden Rechtsvorschriften ab. Auch grenzübergreifende Belieferung kann möglich sein. Der Ablauf ist unter anderem abhängig von der national unterschiedlichen Zuverlässigkeit und Geschwindigkeit der betrauten Postunternehmen sowie dem national unterschiedlichen Kundenverhalten.
In den USA ist der Videoversand weit entwickelt und beliebt. Die meisten Verleiher haben ein eigenständiges Vertriebssystem entwickelt, das aus regionalen Logistikzentren besteht, die mit lokalen Postunternehmen zusammenarbeiten. Die größten US-amerikanischen Anbieter versorgen damit Kundenstämme mit mehreren Millionen Mitgliedern. Das Angebot an verschiedenen Filmen pro Verleiher ist deutlich geringer, was auf eine höhere Spezialisierung der Verleiher zurückzuführen ist. Insbesondere die Sparten Familienunterhaltung, Gewalt & Action und Pornografie sind meist strikt getrennt. Preise sind in den USA allgemein niedriger als in der Europäischen Union. Der Markt wird momentan von zwei konkurrierenden Großunternehmen (Blockbuster Video, Netflix) mit jeweils vielen unterschiedlichen Marken dominiert, die sich auf Sparten spezialisiert haben. Daneben gibt es viele kleinere Anbieter, die zum Teil nur regional verschicken. Der Anbieter Walmart zog sich zwei Jahre nach seinem Marktgang wieder aus dem Geschäft zurück und arbeitet heute mit Netflix zusammen. Der kanadische Markt ist deutlich schwächer und wird vom Großunternehmen ZIP.ca dominiert.
In Australien gibt es zahlreiche Anbieter, darunter zwei Großverleiher, in Neuseeland sind drei Verleiher vertreten. Das Angebot an Filmen ist in diesen Ländern sehr eingeschränkt. In Indien startete der Onlineverleih im Jahre 2004 und wird heute von mehreren Unternehmen angeboten. Die DVDs werden über völlig eigene Lieferservice vertreiben, bei denen die Container durch ein Netz von Botengängern an den Kunden gebracht werden. Ein Postvertrieb ist aufgrund der enormen Verlustzahlen von Warensendungen in Indien nicht möglich.
Unter den europäischen Märkten ist derzeit der britische Markt am stärksten und auch am weitesten entwickelt. Der Vertrieb wird durch ein einzelnes Postunternehmen betrieben, das fast alle Verleiher benutzen. Der Verleiher Lovefilm hat mit dem Kauf des Konkurrenten Video Island im Frühjahr 2006 den Markt konsolidiert und arbeitet mit Supermarktketten, Zeitungen oder Medienunternehmen zusammen. Kleine aufgekaufte Subunternehmen existieren weiterhin als eigene Marke. Sie unterscheiden sich preislich und im Filmangebot deutlich, werden aber von denselben Logistikeinheiten mit DVD-Sendungen versorgt. Der britische Kunde kann die gleichen DVDs beim selben Inhaber zu unterschiedlichen Konditionen bestellen.

### Marktentwicklung in Deutschland
In Deutschland begann die Geschichte der Onlinevideotheken im Juni 1999 mit der Gründung des ersten DVD-Verleihs per Internet unter dem Namen rent-a-dvd.de durch die Firma Jakob GmbH. Durch die Aufnahme von Spielen ins Sortiment, wurde rent-a-dvd.de im Januar 2001 zu verleihshop.de. Die Onlinevideothek verleihshop.de ist bis heute eine der größten Onlinevideotheken Deutschlands. Der Verleihshop gehört zur Firma Jakob GmbH. Die Jakob GmbH ist bereits seit 1981 im Verleih- und Verkaufsgeschäft von Videofilmen auf dem deutschen Markt tätig. Besonders im Jahr 2003 folgten zahlreiche weitere große Anbieter, die sich schnell am Markt etablieren konnten. Daneben entstanden sehr viele kleinere Onlinevideotheken, die bis heute arbeiten oder von größeren Anbietern übernommen wurden. Aufgrund der bei großen Anbietern stark steigenden Logistik- und Anschaffungskosten sowie der damit abzudeckenden Risiken gelang es bisher keinem Anbieter, sich marktbestimmend durchzusetzen. Zudem erscheinen jährlich neue kleinere Firmen auf dem deutschen Markt, die günstige Angebote liefern können (Stand 2007). Die Angebote sind sehr vielfältig und preislich und leistungsmäßig weit gestreut.
Im Jahr 2006 drängten verstärkt große ausländische DVD-Verleiher auf den deutschen Markt. Der französische Marktführer Glowria hatte zwei große deutsche DVD-Verleiher übernommen und außerdem unter eigenem Namen ein Verleihmodell eingeführt. Damit wurde eine erste Konsolidierung des deutschen Markts eingeleitet. Der britische Marktführer LoveFilm, gemessen an der Mitgliederzahl auch größter europäischer DVD-Verleih, hat ebenfalls im Jahr 2006 ein deutsches Angebot gestartet.
Ende 2007 und Anfang 2008 fanden weitere Konsolidierungen in der Branche statt. Glowria gab sein Verleihgeschäft in Deutschland wieder auf und verkaufte seine Marken an Video Buster, das damit insgesamt fünf große DVD-Verleih-Marken unter einem Dach konsolidierte und gleichzeitig ein Download-Angebot einführte. Zur selben Zeit wurde das Hauptportal Netleih offiziell in Video Buster umbenannt. Nur einen Monat später kündigte LoveFilm an, künftig das DVD-Verleihgeschäft von amazon.com zu übernehmen. Ende 2009 übernahm der Verleihshop das Geschäft von dvd-mieten.de und adultverleih.de.
Unabhängige Zahlen über die Marktanteile der Anbieter in Deutschland sind jedoch nicht bekannt. Erhältlich sind Eigenangaben der Anbieter, bei denen nicht sicher ist, inwieweit inaktive Kunden oder Gastanmeldungen erhoben wurden. Ein britisches Marktforschungsunternehmen führte im Jahr 2005 Schätzungen durch, die von Branchenkennern angezweifelt wurden.
Trotz der Konsolidierungen gibt es im Gegensatz zu den meisten anderen europäischen Ländern und den USA jedoch in Deutschland keinen Anbieter, der den Markt dominiert. Der deutsche Markt gilt als zuverlässig, wickelt den Postweg mit einem kleinen Verlustprozentsatz ab und behandelt DVDs pfleglich. Die Kunden gelten jedoch als sehr preisbewusst und rechnen Angebote genau nach.

### Entwicklung der Tarifangebote
Die vom Kunden wählbaren Modalitäten für Versand, Preis und Leistung werden als Tarif bezeichnet. In der Anfangszeit des Onlineverleihs wurden überwiegend Flatrate-Tarife angeboten. In den folgenden Jahren wurden die Tarife vor allem aus Kostengründen häufig beschnitten, so dass fast nur noch limitierte Angebote oder Angebote mit gesonderter Portoberechnung am Markt erhältlich waren. Im Jahr 2006 stellte einer der größten deutschen Anbieter seine Angebote wieder auf Pauschalpreise (sogenanntes „Flatrate“-Modell) um, 2007 folgten weitere große Anbieter diesem Beispiel.
Vom deutschen Markt wurden Tarife mit langfristiger Kundenbindung nicht akzeptiert. Das Kundenverhalten ist sehr dynamisch, und die Kunden entscheiden sich oft und spontan für einen anderen Anbieter. Der Markt ist in ständiger Bewegung. Tarifmodelle werden sensibel wahrgenommen und können über die Onlineangebote per Internet gut verglichen werden. Hohe Anschaffungskosten für Video-DVDs führen auch dazu, dass nicht alle Anbieter alle Filme in ausreichender Stückzahl in den Bestand aufnehmen werden können. Besonders kleine Onlinevideotheken gewichten ihr Angebot auf bestimmte Typen von Filmen und halten beispielsweise bevorzugt Neuerscheinungen, Dokumentationen oder Fernsehserien in hoher Stückzahl vor. Keiner der Typen bietet derzeit Aussicht auf einen beständigen Kundenstamm.
Als wirtschaftlicher Faktor für Onlinevideotheken mit Verleihmodus hat sich die Zuverlässigkeit der Transportunternehmen erwiesen. Hängt davon über die Geschwindigkeit der Auslieferung die Zahl der dem Kunden übersendeten DVDs ab (Flatrate), kann die Onlinevideothek schnell einen Teil ihrer Kunden verlieren oder viele Kunden hinzugewinnen. Ebenfalls bedeutsam ist die Häufigkeit von verlorengegangenen Sendungen, für die sich im Einzelfall nur schlecht ein Verursacher (Unternehmen, Anbieter, Kunde) ausmachen lässt. Der Verlust gilt in Deutschland als niedrig, ist aber im internationalen Raum ein wesentlicher Faktor. Die Haftung im Verlustfall wird deshalb stets als wichtiger Vertragsbestandteil behandelt. Die deutsche Rechtsprechung sieht die Haftung des Verleihers nur für den Hintransport verbindlich vor, wobei die Haftung von vielen Anbietern freiwillig auch für den Rücktransport übernommen wird, da das für den Kunden sicherer erscheint und sich das Verbraucherverhalten als zuverlässig erwiesen hat.
Wie bereits in der klassischen Videotheken-Branche haben sich Tarifmodelle mit Kautionen nicht durchsetzen können. Der große deutsche Anbieter inVDeo, der mit diesem Modell gearbeitet hat, musste im März 2005 Insolvenz anmelden, wobei den Kunden jeweils bis zu 200 Euro Kaution verlorengingen. Der Anbieter hat später unter einem neuen Inhaber den Geschäftsbetrieb wiederaufgenommen. Kautionsforderungen werden derzeit von den Kunden nicht mehr akzeptiert und wurden in Deutschland und Österreich branchenweit aufgegeben.

## Geschäftsmodelle
(Hauptartikel: DVD-Verleih, Video on Demand, Kauf mit Rückgabeoption)
Mit der Wahl einer Onlinevideothek wählt der Kunde zugleich das Geschäftsmodell. Er richtet sich nach persönlichen Bedürfnissen und ob er die Filme auf seinem Fernseher, Computer, über das Internet sehen oder ob er die Filme leihen oder kaufen möchte. Derzeit sind drei verschiedene Geschäftsmodelle, DVD-Verleih, Video on Demand sowie Kauf mit Rückgabeoption verbreitet. Für jedes Geschäftsmodell werden verschiedene Tarifmodelle angeboten, die sich nach Kundenbedürfnissen und technischen Notwendigkeiten richten.

## Tarifmodelle

### DVD-Verleih mit Einzelabrechnung
Beim DVD-Verleih mit Einzelabrechnung wählt der Kunde – ähnlich wie in einer klassischen Videothek – einen oder mehrere Filme aus, die er sehen möchte. Anschließend erhält er genau die ausgewählten Filme auf dem Postweg zugeschickt. In der Regel gilt für auf diesem Wege ausgeliehene Filme eine Verleihdauer von 7 Tagen. Die Gebühren für den Verleihvorgang setzen sich meist aus einer Gebühr pro ausgeliehener DVD und den Portokosten zusammen. Zusammen mit den DVDs erhält der Kunde einen Rückumschlag, in dem er die DVDs zurücksenden kann, ohne dass weitere Kosten für ihn entstehen.
Der DVD-Versand mit Einzelabrechnung bietet dem Kunden die Möglichkeit, die von ihm gewünschten Filme ohne Wartezeit zu bekommen, weil diese Sendungen vom Anbieter aus markttechnischen Gründen bevorzugt werden müssen. Eine Wunschliste gibt es bei der Einzelabrechnung nicht, oder sie ist sehr klein, so dass der Kunde nicht mit Filmen aus den unteren Rängen beliefert werden kann. Bei vielen Anbietern ist dies der teuerste Tarif.

### DVD-Verleih per Abonnement

#### Prinzip
Viele DVD-Verleiher bieten ausschließlich Abonnements an. Das Tarifmodell wurde vom weltweit größten Verleiher eingeführt, der in den USA mehrere Millionen Mitglieder hat. Beim DVD-Verleih per Abonnement zahlt der Kunde einen festen monatlichen Betrag, für den er ein festgesetztes Kontingent an DVDs erhält. Die DVDs können beliebig lange beim Kunden bleiben. Er erhält jedoch erst dann neue DVDs im Tausch, wenn der Verleiher bereits gesehene DVDs im vorfrankierten Rückumschlag zurückerhalten hat. DVD-Verleih per Abonnement ist in der Regel mit einer Wunschliste verbunden.

#### Pauschaltarif („Flatrate“)
Bei einem Pauschaltarif, der sogenannten Flatrate, zahlt der Kunde eine feste monatliche Mitgliedsgebühr und kann seine DVDs beliebig oft tauschen, ohne dafür zusätzliche Porto- oder Tauschgebühren zahlen zu müssen. Die Gebühr berechnet sich danach, wie viele DVDs der Kunde gleichzeitig zu Hause oder im Umlauf haben möchte. Der Tausch wird nicht vom Anbieter limitiert. Allerdings ist die Zahl der Tauschvorgänge prinzipiell begrenzt durch die Postlaufzeit der DVD vom Verleiher zum Kunden und zurück, die Dauer des Tauschvorgangs beim DVD-Verleih sowie die Zeit, die der Kunde braucht, um seine erhaltenen DVDs anzuschauen und zum DVD-Verleih zurückzusenden. Wird dieses Tarifmodell mit den Schlagworten „DVDs, so viele sie möchten“ beworben, ist der Anbieter verpflichtet, die Limitierung durch Logistik und Wartezeiten auf seinem Webportal zu erwähnen.
Die Flatrate bevorzugen Kunden, die ihre DVDs schnell zurücksenden. Die Zahl der pro Monat erhaltenen DVDs ist nicht festgelegt und schwankt. Aus Sicht der Verleiher gibt es Kundengruppen, die die Flatrate voll ausnutzen, und Gruppen, die sich Zeit lassen. Schnelle Kunden werden oft durch langsame Kunden quersubventioniert. Dies betrifft vor allem die Portokosten, die einen beträchtlichen Teil der Gebühr ausmachen. Ein einzelner Kunde gehört je nach Monat unterschiedlichen Gruppen an, je nachdem, wie viel er in diesem Monat sehen möchte. Ob ein Verleiher eine Flatrate anbieten kann, hängt auch davon ab, ob sich diese Quersubvention zeitlich ausgeglichen bilanzieren lässt.

#### Limitierte Angebote
Bei limitierten Angeboten sind – ähnlich wie bei der Flatrate – bereits alle Porto- und Tauschgebühren in der monatlichen Mitgliedsgebühr enthalten. Die Anzahl der Tauschvorgänge oder der DVDs pro Monat sind jedoch auf eine vertraglich festgelegte Anzahl begrenzt. Sobald diese Anzahl erreicht ist, wird der Kunde im laufenden Monat nicht mehr beliefert, oder es werden zusätzliche Tauschgebühren berechnet.
Das limitierte Angebot setzt eine berechenbare Anzahl von DVDs fest. Kunden müssen die DVDs nicht schnell zurücksenden. Weil die Zahl der pro Monat erhaltenen DVDs oft nicht geringer ist als bei der Flatrate, der Kunde aber einen besseren Überblick behält, ist dieses Modell konkurrenzfähig. Für den Verleiher entfällt die Quersubvention zwischen den Kundengruppen, sofern er keinen zusätzlichen Flatrate-Tarif im Angebot hat.

#### Angebote mit gesonderter Portoberechnung
Bei Angeboten mit gesonderter Portoberechnung ist die Anzahl der möglichen Tauschvorgänge wie bei der Flatrate unbegrenzt. Für jeden vorgenommenen Tausch wird jedoch eine Porto-, Service- und Verpackungspauschale berechnet. Hierbei ist keine Quersubvention zwischen den Kunden möglich, was vor allem für wenig-leihende Kunden attraktiv erscheint, da sie bei einer niedrigen Grundgebühr die Kosten selbst bestimmen können. Für viel-leihende Kunden erscheint dieses Tarifmodell weniger attraktiv, weil sie nicht subventioniert werden.
Verleiher mit diesem Modell polarisieren sich auf eine bestimmte, wenig-leihende Kundengruppe, die als vertragsbeständiger und verlässlicher gilt. Kunden mit diesem Verleihverhalten kündigen ihre Mitgliedschaft nicht so schnell, da die Grundgebühr (zwischen 3 und 13 Euro) gering ist und in Monaten der Nichtnutzung trotzdem bezahlt wird.

#### Verleihtarife mit Beurlaubung
Unabhängig vom Tarifmodell bieten viele Verleiher an, ein Benutzerkonto zu beurlauben, wenn das der Kunde in seinen Benutzereinstellung auf dem Webportal einträgt. Für die Zeit der Beurlaubung wird der Versand unabhängig von Wunschliste und anderen Features vollständig ausgesetzt und der Einzug von Gebühren gestoppt oder vermindert.
Damit reagieren die Verleiher auf das zeitlich schwankende Bedürfnis der Kunden nach Videofilmen. Eine Kündigung ist nicht notwendig, wenn der Kunde Filme, die nicht im Bestand des Verleihers sind, bei einem anderen Verleiher beziehen möchte. Das starke Wechseln der Kundenstämme wird damit vermindert. Bei den Kunden wird damit die Tendenz zu Mehrfachanmeldungen bei unterschiedlichen Verleihern gefördert.
Vor allem die Beurlaubung/Parken von Konten trägt zur statistischen Unübersichtlichkeit des Marktes bei, da beurlaubte Kunden in unterschiedlichen Berechnungen mitgezählt oder außen vor gelassen werden. Mehrfache Anmeldungen sind ebenfalls schwer abzuschätzen.

#### Verleihtarife mit fester Kundenbindung
Feste Kundenbindungen für eine längere Laufzeit werden vom deutschen Markt schlecht angenommen. Verträge, die auf ein oder zwei Jahre Laufzeit ausgelegt sind und den Kunden zur Abnahme verpflichten, werden selten angeboten. Manche Verleiher werben Kunden mit einem Preisnachlass, wenn sie sich auf einen Mindestzeitraum (1, 3, 6, 12 oder 24 Monate) festlegen, lassen aber zu bestimmten Zeitpunkten Kündigungen zu.

### Tarifmodelle bei Abrufvideo
(Hauptartikel Video on Demand)
Bei dem Geschäftsmodell „Video on Demand“ nach dem „pay per view“-Prinzip zahlt der Kunde dafür, dass er einen Film per Herunterladen oder Streaming sehen kann.

#### Abrufvideo bei Einzelabrechnung
Fast alle „Video on Demand“-Anbieter rechnen bisher einzeln ab. Pro gesehener Film ist eine Gebühr fällig, die per Bankeinzug monatlich abgezogen wird.

#### Abrufvideo bei Stückzahlbegrenzung
Das Abrufvideo bei Stückzahlbegrenzung stellt dem Kunden für eine Grundgebühr eine bestimmte Anzahl von Videofilmen zur Verfügung, die er abrufen kann. Ist die Obergrenze erreicht, muss der Kunde auf den nächsten Abrechnungszeitraum warten oder das nächsthöhere Tarifangebot wählen.

#### Abrufvideo bei Flatrate
Bei der Flatrate hat der Kunde die Möglichkeit, beliebig viele Filme gegen eine feste monatliche Gebühr per Onlinestream zu sehen. Dieser Tarif ist derzeit erst in der Erprobungsphase und bietet dem Kunden kein zufriedenstellendes Angebot.
Grundsätzlich gibt es zwei Formen von Flatrates. Zeitlich unbegrenzt und unbegrenzt in der Stückzahl.

#### Abrufvideo mit Spartenbegrenzung
Bei der Spartenbegrenzung kann der Kunde unabhängig von weiteren Vereinbarungen nur Filme einer bestimmten Sparte oder eines Genres sehen. Die Spartenbegrenzung hat vor allem rechtliche Gründe, da der Verleiher für jeden Film eine stark unterschiedliche Benutzungsgebühr an den Rechteinhaber abführen muss. So unterscheiden sich beliebte, aktuelle oder erfolgreiche Filme preislich sehr stark von alten Filme oder solchen, die sich an einen kleinen, speziell interessierten Kundenkreis richten.

### Kauf mit Rückgabeoption
In der EU hat jeder Kunde eines kommerziellen Händlers, der seine Produkte online versendet, die Möglichkeit, diese Produkte nach Ansicht ohne Angabe von Gründen zurückzugeben. Grundlage ist hier der Umstand, dass ein Kunde das Produkt bei Onlinekauf nicht begutachten kann und eventuelle Mängel oder falsche Vorstellungen beim Kauf unentdeckt bleiben. Die Rückgabeoption steht dem Kunden immer zu, wobei der Händler über das Porto hinaus keinen Mehrpreis berechnen darf. Diese Bestimmung kann ein DVD-Händler zugunsten des Kunden auslegen.
Bei diesem Geschäftsmodell „bestellt und kauft“ der Kunde prinzipiell jeden Artikel, den er beim Händler bestellt, und zahlt dafür den Kaufpreis zuzüglich Porto. Hohe Bestellwerte sind die Regel. Der Händler bietet jedoch die Option, den Artikel probeweise für bis zu zwei Wochen (gesetzliche Frist) anzusehen. Auf eine unversehrte Verpackung wird verzichtet. Gefällt dem Kunden die Ware, behält er sie. Sendet der Kunde die Ware fristgemäß zurück, bekommt er den Kaufpreis voll erstattet und trägt nur die Versandkosten. Um Kontobewegungen gering zu halten, führt der Händler ein virtuelles Konto auf seiner Webpräsenz, das einen vom Kunden festzulegenden Verfügungsrahmen aufweist und auch überzogen werden kann. Konten laufen typischerweise zwischen 50 und 500 Euro, je nachdem wie viele Artikel der Kunde gleichzeitig „gekauft“ haben möchte. Der Händler summiert auf diesem Konto eine (oft niedrige) Grundgebühr, Kaufpreise, Gutschriften und Portogebühren. Die Summe wird monatlich mit einer einzigen Bankbewegung dem Kunden in Rechnung gestellt.
Die Zahl der gleichzeitig in einer Postsendung verschickten Produkte wird hoch angesetzt, die Häufigkeit der Postkontakte kann vom Kunden selbst bestimmt werden. Das Modell kann von vielsehenden Kunden genutzt werden und ermöglicht auch, die Filme einfach zu behalten (nicht mit den anderen Exemplaren zurückzusenden). Manche Anbieter senken den Kaufpreis, wenn der Kunde eine bereits von anderen Kunden benutzte DVD behält.
Dieses Modell erfordert eine fortschrittliche Software, da die Kunden viele Optionen eingeben müssen, neben dem Zustand der bestellten Ware (Neuware, gebraucht) auch Hinweise zu Versandhäufigkeit, virtueller Kontoführung, Verpackungswünsche und anderes. Das Geschäftsmodell ist so effektiv, dass die selteneren, aber größeren Sendungen auch per Einschreiben vom Kunden zurückgeschickt werden können, was Verlust und Beschädigung auf dem Transportweg stark minimiert. Ein Nachteil dieses Modells besteht in einer Zurückhaltung jener Kunden, die höhere virtuelle Geldbeträge als riskant empfinden.

## Allgemeiner Verleihvorgang
Je nach Geschäftsmodell werden verschiedene Verleihwege benutzt, die von einzelnen Anbietern auch kombiniert werden. Der klassische DVD-Verleih und der Verkauf mit Rückgabeoption verschickt DVDs auf dem Postweg. Das Abrufvideo ist eine modernere Vertriebsform, bei der der Postweg entfällt.

### Postweg

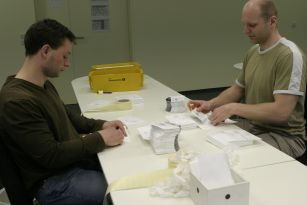
Abfertigung von DVD-Containern per Hand.

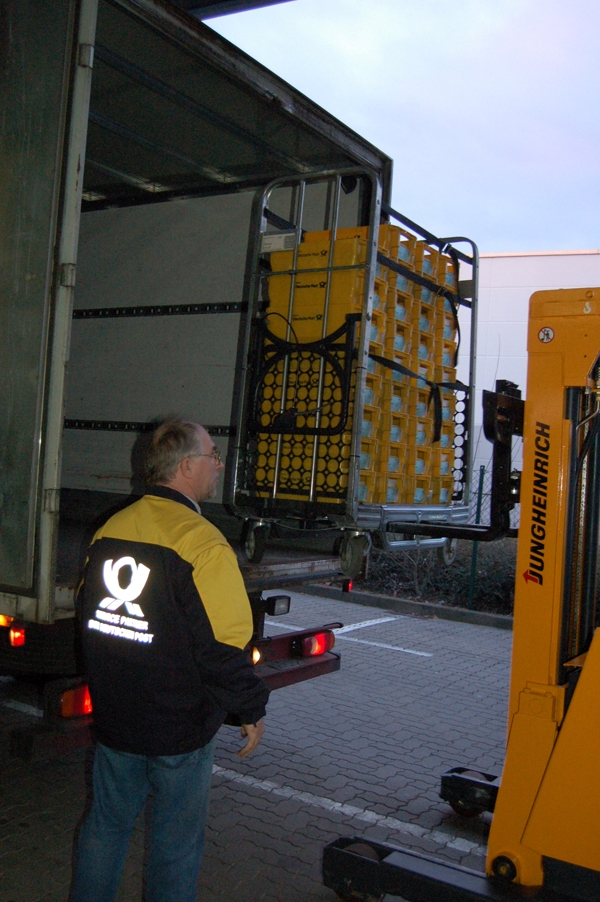
Bei großen Onlinevideotheken holt der Transporteur die Lieferungen ab.

Der Verleihvorgang beginnt mit der Versendung von DVDs an den Kunden, die ihn über die Postzustellung im Briefkasten erreichen. Die DVDs sind in einen Container – meist einen speziell konstruierten Briefumschlag – verpackt, der je nach Anbieter ein bis sechs Datenträger fassen kann. Der Kunde entnimmt die DVDs und konsumiert deren Inhalt. Danach verpackt er die DVDs wieder in den Container. Der verwendete Container ist dabei meist ein spezieller Umschlag, der auch gleich für den Rückversand genutzt werden kann. Dazu wird einfach der Teil des Umschlags, auf dem die Kundenadresse aufgedruckt ist, abgerissen, und darunter kommen die Rückfrankierung sowie die Rücksendeadresse zum Vorschein. Einige Onlinevideotheken legen der Sendung auch einen gesonderten Rückumschlag bei. Der Kunde wirft seine Sendung dann in einen Postkasten. Die Sendung kehrt zum Verleiher zurück, bei Abonnementsmodellen bekommt der Kunde im Tausch den nächsten Container zugesendet. Bei einigen Anbietern (wie DVD-Mieten.de) wird die Rücksendung per Einschreiben verlangt.

### Abruf
Die Auslieferung von Videos übers Internet, Video on Demand spielt bisher kaum eine Rolle, sowohl mangels Angebot an Filmen als auch aufgrund hoher Kosten und restriktivem Digital Rights Management. Dieser Vertriebsweg wird aber von vielen Onlinevideotheken projektiert, weil damit ein wesentlich effektiveres Vertriebssystem aufzubauen ist.
Beim Abruf loggt sich der Kunde in ein Webportal ein, wo er die angebotenen Videos sehen kann. Auf Mausklick erhält er einen Livestream geschaltet. Manche Anbieter stellen die Filme nur zu bestimmten Zeiten zur Verfügung. Ein gewünschter Film beginnt beispielsweise alle 15 Minuten. Dies entlastet den Anbieter, da er nicht für alle Kunden, die diesen Film an diesem Abend sehen wollen, einen eigenen Stream schalten muss.

## Angebot und Anbieter
Onlinevideotheken haben allgemein ein sehr großes Angebot und nehmen auch Filme, die selten ausgeliehen werden, ins Programm. Auf Kundenwunsch wird oft ein Film ins Programm genommen. Im deutschsprachigen Raum sind etwa 20.000 verleihfähige Titel auf dem Markt. Onlinevideotheken bieten meist zwischen 8.000 und 20.000 Titel an. Daneben werden auch Video- und Computerspiele verliehen, oft jedoch von Verleihern, die sich auf diesen Markt spezialisiert haben, Ableger von DVD-Videotheken sind oder deren Logistik nutzen.
Onlinevideotheken sind üblicherweise auf einzelne Länder beschränkt, was das Angebot an ausländischen Filmen schmälert.

### Aktuelle Anbieter
Deutschland
- Prime Instant Video, Amazon.de (früher LoveFilm Video on Demand)
- maxdome
- Verleihshop.de
- VIDEOBUSTER.de (früher Netleih)
- Videoload
- Vodafone Videothek
- Movietick.de
- Netflix
- videociety.de

Österreich
- VIDEOBUSTER.at
- Conrad DVD-World
- DVDek.com
- myDiViDi
- Conrad Verleih (powered by Verleihshop.at)
- videociety.at

Schweiz
- VIDEOBUSTER.ch
- dvdfly.ch
- dvdone.ch
- 1Advd.ch
- DVD ausleihe.ch
- Xrise.ch
- DVDIBE.CH
- NetMovies
- DVDSTAR
- DVDrental
- filmexx

## Kundenkontakt und Kommunikation
Die Kommunikation zwischen der Onlinevideothek und den Kunden läuft ausschließlich über ein Web-Portal des Verleihers, auf dem die Anmeldung der Neukunden unter Angabe von Personalien und Kontoverbindung erfolgt, ebenso die Übermittlung von Zugangsdaten und das Einloggen in den Mitgliederbereich, die Wahl oder Änderung eines Tarifmodells, falls nötig, das Zusammenstellen einer Wunschliste. Zur Kommunikation zählen auch die oft sehr ausführlichen Informationen über die Filme sowie Sonderangebote, Aktionen und neueste Erscheinungen.
Die meisten Verleiher bieten keine anderen Kontaktmöglichkeiten wie telefonische Rückfragen oder persönliche Besuche an oder beschränken diese auf besondere Einzelfälle wie der Klärung von verlorengegangenen Sendungen oder Betriebsbesichtigungen.

### Webportal

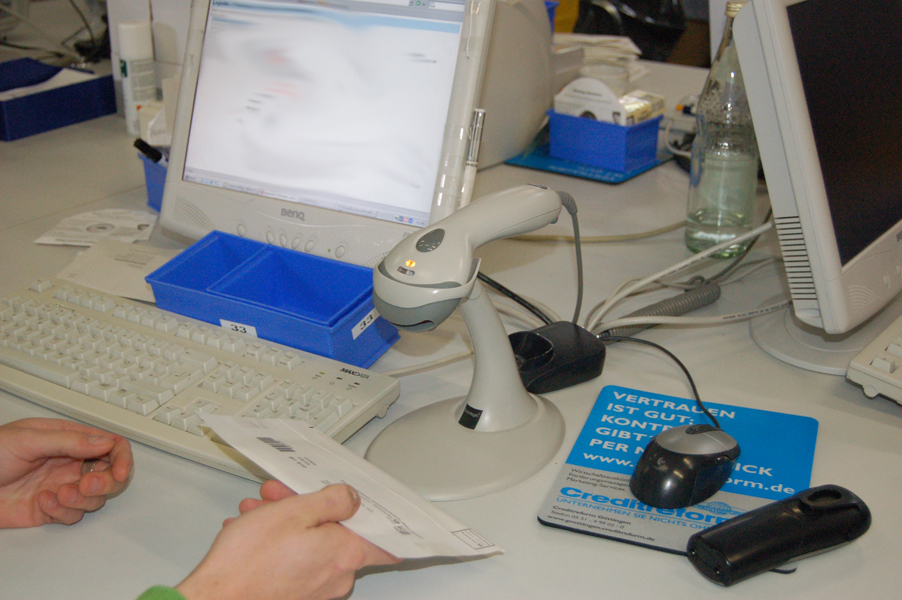
Alle DVD-Versendungen werden mit der Datenbank abgeglichen. Das verhindert Verwechslungen und sorgt dafür, dass Kunden die DVD bekommen, die sie bestellt haben.

Das Webportal einer Onlinevideothek basiert auf einer Datenbank, in welche die Änderungen, die Kunden in ihren Benutzerkonten vornehmen, gespeichert werden. Auf diese Datenbank greifen auch die betrieblichen Abteilungen zu, um zum Beispiel Versand und Bezahlung durchzuführen.
Die Webportale vieler Onlinevideotheken stellen oft zusätzliche Informationen zur Verfügung, ermöglichen des Anschauen von Trailern, Werbeschaltungen und Hintergrundinformationen. Die Webportale der Firmen unterscheiden sich in Benutzerfreundlichkeit und Funktionalität stark.

### Wunschliste
Die Wunschliste ist eine Besonderheit von Onlinevideotheken, die Mitgliedschaften beziehungsweise Abonnements anbieten. Da der Kunde hier sofort eine neue DVD im Tausch erhält, sobald eine an die Onlinevideothek zurückgeschickte DVD dort eintrifft, wäre es zu umständlich, jeden Kunden bei jedem DVD-Eingang aufzufordern, den nächsten gewünschten Titel zu benennen. Stattdessen erstellt der Kunde eine Wunschliste mit mehreren Filmen, die er in der nächsten Zeit erhalten möchte. Jeder Film auf der Wunschliste erhält einen Rang. Filme mit niederen Rängen beziehungsweise oberen Positionen möchte der Kunde baldmöglichst zugesendet bekommen. Der Kunde hat jedoch keinen direkten Einfluss darauf, welche DVD er als nächste erhält.
Ist der Betrieb mit nur einem Lager ausgestattet, werden Kunden der Reihe nach kontinuierlich aus diesem Lager beliefert, wobei jedem Kunde möglichst Filme aus dem oberen Rangbereich seiner Wunschliste zugeschickt werden, so lange, bis diese Filme nicht mehr am Lager sind. Danach erfolgt die Versendung aus unteren Rängen, so lange, bis Filme der oberen Ränge erneut im Lager eingetroffen sind.
Bei moderneren Organisation in mehrere Zwischenlager (Eingangslager, Hauptlager) ist es möglich, mit der Software einen sogenannten Matchlauf durchzuführen, wobei anhand vieler Parameter die Titel gleichmäßig und gerecht auf die Kunden aufgeteilt werden. Ziel ist es dabei, zum einen möglichst viele Kunden zu beliefern und zum anderen die Wünsche und Rangangaben der Kunden möglichst gut zu beachten. Jeder Kunde erhält dann beispielsweise gemischt hohe und niedrige Ränge seiner Wunschliste. Der Matchlauf berücksichtigt auch, ob der Kunde eine Serie bestellt hat und DVDs dieser Serie der Reihe nach zugeschickt bekommt.
Für die Wunschliste wird oft eine Mindestlänge vorgeschrieben, damit der Versand an den Kunden nicht ins Stocken kommt, wenn die oberen Ränge der Wunschliste nicht versendbar sind, weil sie gerade von anderen Kunden gesehen werden.
Als Keller der Wunschliste bezeichnet man die unteren Ränge, die vom Benutzer oftmals mit weniger attraktiven Filmen aufgefüllt werden, damit die Wunschliste die Mindestlänge nicht unterschreitet. Sendungen, die vom Verleiher mit Videos aus dem Keller zusammengestellt werden, sind bei Kunden unbeliebt. Kellerversendung kommt verstärkt bei logistischen Problemen des Verleihers vor.
Die meisten Onlinevideotheken geben dem Kunden Rückmeldung darüber, welche DVDs sich gerade wo befinden (Hinweg, Rückweg).

### Service
Die meisten Onlinevideotheken bieten einen Kundenservice an, der zu Rückfragen genutzt werden kann. Fragen zu Tarifmodellen, Meldung verlorener Sendungen oder auch Kundennachfragen über anzuschaffende Filme werden darüber abgewickelt. Dafür werden je nach Anbieter E-Mail, interne Messengersysteme oder Ticketsysteme verwendet. Oft werden dazu Eingabemasken angeboten, die die Nachrichten bereits vorsortieren und an den zuständigen Sachbearbeiter weiterleiten. Die Kommunikation kann je nach Anbieter auch bei beurlaubten oder ausgestiegenen Kunden aufrechterhalten werden, um die Wiederaufnahme der Lieferungen zu erleichtern. Die meisten Verleiher versenden regelmäßig Newsletter und informieren über Neuerscheinungen, Wechsel in Tarifangeboten oder wichtige betriebliche Nachrichten.

### Kosten und Bezahlung
Die Kosten für den Service werden vom Verleiher per Bankeinzug, Überweisung oder Kreditkartenzahlung eingezogen. Für die erste Überweisung wird aus Sicherheitsgründen manchmal eine manuelle Überweisung vom Kunden verlangt, damit Missbrauch durch dritte ausgeschlossen werden kann. Der Vertrag kommt dann zustande, nachdem sich der Kunde mit dieser Überweisung identifiziert.
Viele Verleiher führen ein internes Konto für den Kunden, das allmonatlich mit einer Bankbewegung ausgeglichen oder auf einen vereinbarten Stand gebracht wird. Dies kommt bei Tarifmodellen mit wechselnden monatlichen Beträgen vor.

### Rezensionen und Kundenforen
Viele Onlinevideotheken ermöglichen ihren Kunden, Rezensionen zu den gesehenen Filmen zu schreiben. Die Rezensionen werden vor der Onlineschaltung oft manuell auf Vandalismen kontrolliert. Manche Verleiher bieten anderen Kunden an, die Rezensionen zu bewerten.
Verleiher-Foren sind aus praktischen und rechtlichen Gründen unüblich, werden von den Kunden aber oft selbst angelegt beziehungsweise genutzt.

## Aufbau einer Onlinevideothek

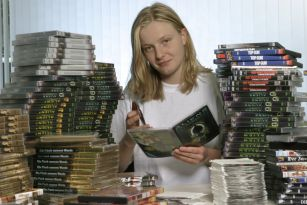
Neue DVDs werden in großer Zahl angekauft und in den Lagerbestand eingearbeitet.

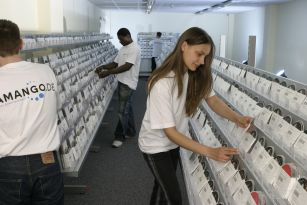
Lagerbestände werden übersichtlich geordnet.

Eine Onlinevideothek besteht aus einer Verwaltungseinheit und einem bis mehreren Logistikeinheiten.

### Verwaltung
Die Verwaltung organisiert die Anschaffung von neuen Filmen, die Kundendaten und das Web-Portal. Verträge mit Post-Unternehmen und Zulieferern werden gemacht.

### Lagerbestand
Der Lagerbestand einer Onlinevideothek ist wichtiger wirtschaftlicher Faktor und bindet einen großen Teil des Betriebskapitals. Die Zahl der angekauften DVD-Exemplare pro Film muss sorgfältig kalkuliert werden. Ein Verleiher, der sehr viele Exemplare von aktuellen Filmen ankauft, kann seine Kunden kurzfristig zufriedenstellen und erwirbt sich den Ruf, aktuelle Filme schnell und zuverlässig liefern zu können. Das birgt aber das Risiko, einen Überhang von DVDs aufzubauen, sobald die Filme nicht mehr aktuell sind und von weniger Kunden bestellt werden. Der Lagerbestand veraltet und bindet Kapital.
Andersherum ist ein Lagerbestand, der viele verschiedene Filme in jeweils nur wenigen Exemplaren vorrätig hält, für manche Kundengruppen ungünstig, da sie lange auf Neuerscheinungen warten müssen. Der Verleiher hat aber den Vorteil, mehr Titel anbieten und die betriebliche Lebensdauer der DVD voll ausnutzen zu können.
Über die Zusammensetzung des Lagerbestandes kann die Zusammensetzung der Kundengruppen gesteuert werden. Die meisten großen Onlinevideotheken verfolgen beim Aufbau des Lagerbestandes eine gemischte Strategie oder probieren kurzfristig neue Wege aus. Eine weitgreifende Stabilisierung der Kundenstämme ist aber über keine Strategie möglich. Die Kunden neigen in jedem Fall dazu, Anbieter zu verlassen, die ihre Wünsche nicht erfüllen können.

### Logistik

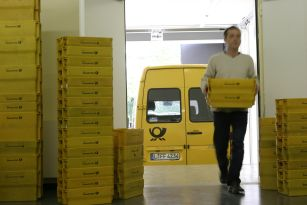
Logistik ist auf den Versand großer Mengen ausgelegt. Die Anlieferung der Rücksendungen wird oft vom Transportunternehmen erledigt.

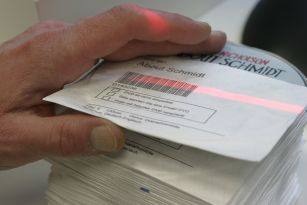
Einscannen von Rücksendungen erfolgt oft per Hand.

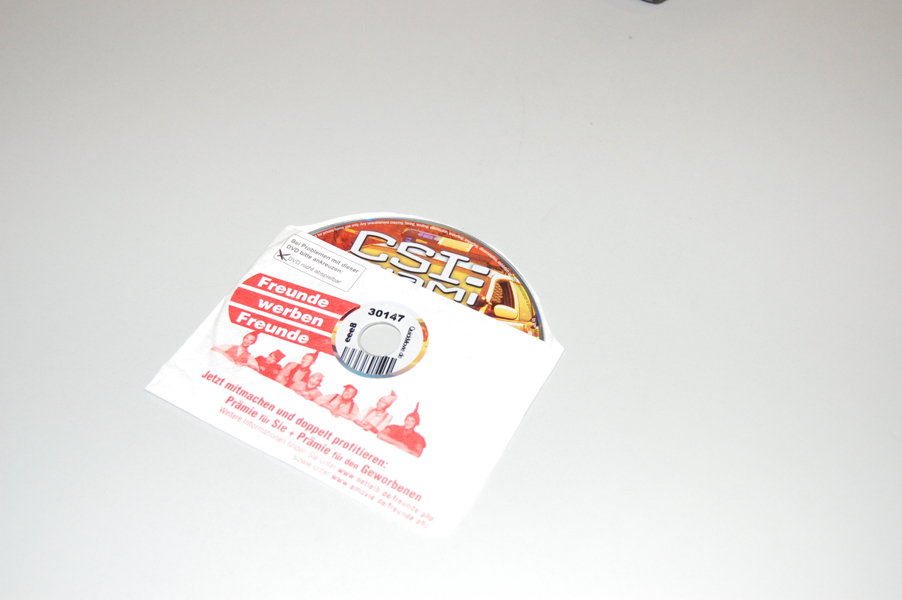
Defekte DVDs werden markiert und aussortiert. Sie kommen nicht erneut zum Kunden.

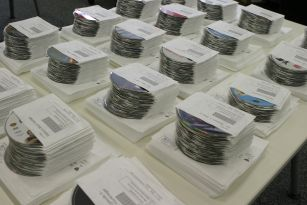
Der Umlauf muss sorgfältig organisiert werden. Die DVDs werden zwischen den einzelnen Lagern über mehrere Arbeitsschritte zum Versand vorbereitet.

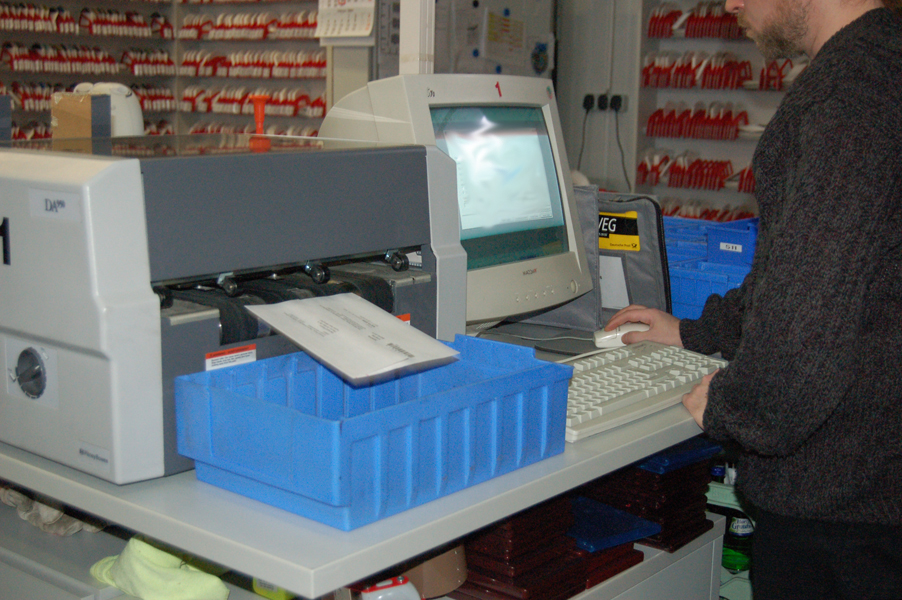
Umschlagsdrucker für DVD-Briefe.

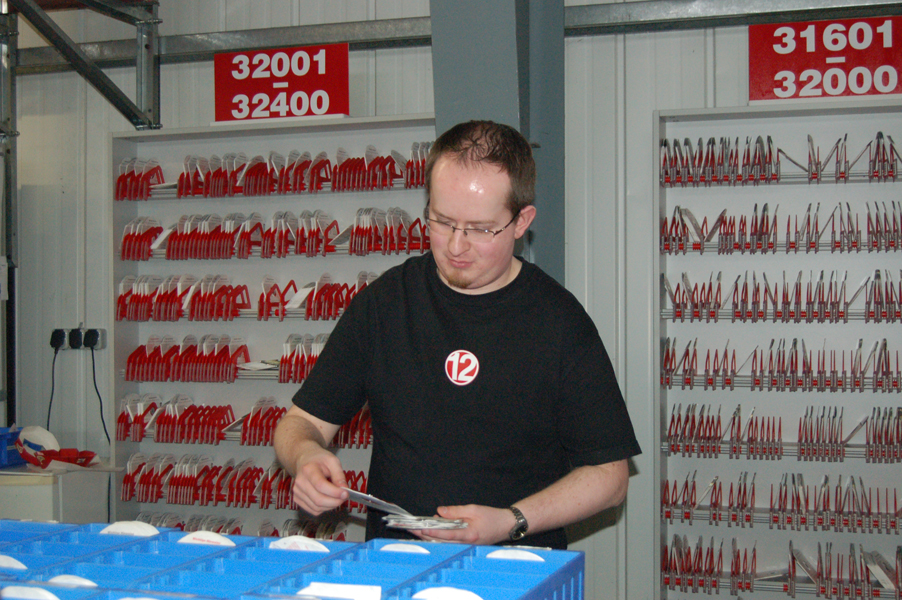
Neue Sendungen werden zusammengestellt.

Die Logistik der Onlinevideotheken erfordert ein kompliziertes Zusammenspiel von Software, Technik und Transportunternehmen.
Sobald die Post die Rücksendung beim Verleiher angeliefert hat, werden die Container geöffnet, die DVD entnommen und zurückgebucht. Die Rückbuchung der DVDs erfolgt dabei in der Regel mittels Strichcode, der entweder auf der DVD oder am Umschlag angebracht ist und manuell oder über eigens dafür konstruierte Maschinen eingelesen wird. Bei großen Onlinevideotheken werden mehrere tausend Sendungen pro Tag zurückgebucht.

### Organisation des Umlaufs
Als Umlauf bezeichnet man die Art und Weise, wie einzelne DVDs in das Lager und aus dem Lager auf den Postweg, zum Kunden und zurückgebracht werden. Soll der Betrieb effektiv und schlank, das heißt unter Ausnutzung möglichst des gesamten Lagerbestandes arbeiten, muss der Umlauf gut organisiert werden.
Eine einfache Methode besteht darin, ankommende DVDs am laufenden Band in ein einziges großes Lager einzusortieren, aus dem die Mitarbeiter ebenfalls laufend DVDs entnehmen und an die Kunden verschicken. Die Mitarbeiter beginnen morgens sofort mit der Verpackung von DVDs und halten den Vorgang kontinuierlich aufrecht, während andere Mitarbeiter ankommende Container auspacken und in das Lager sortieren. Bei dieser Umlaufform können der Bestand und die Kundenbestellungen nicht zu jedem Zeitpunkt optimal abgeglichen werden. Es müssen zu jedem Zeitpunkt genug DVDs vorrätig sein, um weiterhin verpacken zu können, obwohl die nächste Post-Anlieferung noch nicht eingetroffen ist. Diese im innerbetrieblichen Umlauf befindlichen Exemplare werden nicht voll ausgenutzt und bilden eine inaktive Schleife, die durch höhere Neuanschaffungszahlen ausgeglichen werden muss. Sobald ein Film von den Kunden seltener bestellt wird, entsteht nach erhöhten Neuanschaffungen auch ein erhöhter Lagerüberhang und damit vermehrt totes Kapital. Die Arbeit mit einem einzigen Lager ist deshalb ineffektiv, hat aber den Vorteil, dass eine einzelne DVD etwas seltener beim Kunden ist und somit der Bestand langsamer verschleißt. Diese Methode wird selten bevorzugt. Sie kann für kleine Verleiher und für Verleiher mit dem Kauf-Rückgabe-Modell sinnvoll sein.
Effektiver ist die Benutzung eines Zwischenlagers, das als Puffer alle aktiven DVDs enthält. Morgens ist das Zwischenlager vollständig leer. Die Angestellten warten die Anlieferung des Transporteurs ab, öffnen zunächst alle Postlieferungen und arbeiten sie schnellstmöglich aber vollständig in das Zwischenlager ab. Dann ist klar, welche DVDs zurückgekommen sind. Erst nachdem alle DVDs zurückgebucht sind, kann im Rahmen eines Matchlaufs ermittelt werden, welche Kunden bei der nächsten Auslieferung welche DVDs erhalten sollen. Dies geschieht automatisch über eine dafür programmierte Software. Dabei entscheidet sich, welche zurückgebuchten DVDs sofort wieder aus dem Zwischenlager in den Versand kommen, welche DVDs ins Hauptlager einsortiert werden müssen und welche DVDs zusätzlich zu den gerade zurückgebuchten DVDs aus dem Hauptlager benötigt werden. Dann werden die neuen Sendungen bestückt, je nach Anbieter entweder im Einzelversand in einem eigenen Umschlag pro DVD oder mit mehreren DVDs in einem Umschlag. Als Letztes werden die Umschläge in der Regel noch vom Verleiher nach Postleitzahlen sortiert und anschließend vom Transportunternehmen abgeholt oder zu ihm gebracht. Am Ende des Arbeitstages ist das Zwischenlager wieder vollständig entleert. Beim Ausfall einzelner Komponenten kann es zu Verzögerungen im betrieblichen Ablauf kommen.
Manche DVD-Verleiher verzögern den Umlauf gezielt, um eine bei Vertragsabschluss vereinbarte Bearbeitungszeit. Bei einer Bearbeitungszeit von einem Tag werden die neuen DVDs für den Kunden nicht am selben Tag versendet, an dem die alten DVDs beim Verleiher eingetroffen sind. Dies ist für den Kunden mit einem Tag längerer Wartezeit verbunden. Der Verleiher kann hierbei den Überhang gering halten, weil er einen Tag länger Zeit hat, die DVDs auf die Kunden zu verteilen. Das Angebot wird vom Kunden weniger attraktiv empfunden, obwohl die Wartezeiten – insbesondere beim Versand von Containern mit mehreren DVDs – nicht erhöht sein müssen.

### Logistik und Kundenverhalten
Onlinevideotheken haben keinen stabilen Kundenstamm, weil die Kunden nicht auf Ladengeschäfte in ihrer Nähe angewiesen sind. Der Versand von DVDs ist ein Markt, in dem die Kunden sehr schnell den Anbieter wechseln. Der Wechsel ist einfach. Bei Unzufriedenheit durch verspätete oder unzureichende Belieferung neigen Teile der Kundschaft dazu, die Ausleihe und somit die Zahlung auszusetzen (Beurlaubung) oder zu kündigen. Daher gibt es auch für große Verleiher ein schwer kalkulierbares Risiko und es bleibt immer unsicher, ob ein eingelagerter Posten von DVDs die Kosten wieder einspielt. Querfinanzierungen zwischen den Umsätzen durch einzelne Filme sind die Regel.
Andererseits kann eine Onlinevideothek durch Zuverlässigkeit, günstige Preise und gute Angebote schnell sehr viele Neukunden verbuchen und sprunghaft wachsen. Ein zu starkes Wachstum ist jedoch ebenfalls mit Risiken behaftet, weil es zu einer Überforderung der Logistik und verlängerten Lieferzeiten führen kann. Steigt die Zahl der Neukunden sehr schnell, können nicht mehr alle Kunden gleichzeitig mit den bevorzugt bestellten Filmen beliefert werden. Die Aufnahme von notwendigen Nachfinanzierungen zum Ausbau von Personal- und Lagerbestand ist ebenfalls mit Risiken behaftet, wenn sich der sprunghafte Anstieg nicht auf einem dauerhaft vergrößertem Kundenstamm stabilisieren lässt. Kurzzeitig angeschaffte Werte können dann nicht abgeschrieben werden. Die meisten Verleiher legen deshalb Wert auf eine stetige und kalkulierbare Umsatzsteigerung, die das besondere Kundenverhalten berücksichtigt.
Bei modernen und beliebten Tarifmodellen wie Flatrate darf der Kunde so viele Filme ausleihen, wie technisch möglich ist, und reagiert empfindlich, wenn zwischen Rückbuchung der alten Sendung und Ausbuchung der neuen Sendung eine lange Zeit verstreicht. Die Logistik arbeitet deshalb grundsätzlich unter hohem Zeitdruck und kann nicht schlagartig auf einen anderen Betriebsmodus umgestellt werden. Umstellungen in der Lagerwirtschaft und im Personal erfolgen deshalb bevorzugt bei der Einrichtung eines neuen Logistikzentrums, das nach seiner Fertigstellung mit einer effektiveren Methode arbeitet und auftretende Engpässe im alten Zentrum überbrücken kann. Durch eine von allen angeschlossenen Zentren einsehbare Datenbank kann die Belieferung von Kundengruppen gezielt aufgeteilt werden, ohne dass dem Kunden Wartezeiten entstehen. Bei Lieferung von Containern, die jeweils nur eine einzelne DVD enthalten, kann der Kunde auch von zwei verschiedenen Zentren beliefert werden, sofern ein Zentrum einen selteneren Film nicht am Lager hält.

## Vor- und Nachteile von Onlinevideotheken

### Für den Verleiher
Der Verleiher hat den Vorteil, dass er kein Zweigstellennetz aufbauen muss, was sehr viel Zeit und Kosten spart. Andererseits erfordert der Aufbau eines großen Lagers eine hohe Investition. Die Abschreibungen können wie bei anderen Logistikunternehmen erst mit Anlaufen des Vollbetriebs vorgenommen werden. Darüber hinaus können spontan hohe Investitionen bei sprunghaft ansteigendem Kundenstamm notwendig werden, wie sie bei Wechseln im eigenen Tarifangebot vorkommen können. Wechsel im Tarifangebot von konkurrierenden Onlinevideotheken führen hingegen regelmäßig zu sinkenden Umsatzzahlen.
Bei den betrieblichen Abläufen gibt es eine Reihe von typischen Fallen und Fehlerquellen, wie kurzzeitig überalternde Paletten oder Verhaltensweisen bei Engpässen oder starkem Rückstrom von DVDs nach Feiertagen.

### Für den Kunden
Im Vergleich zu klassischen Videotheken und Automatenvideotheken werden im Zusammenhang mit Onlinevideotheken vor allem zwei Vorteile gesehen. Hauptvorteil ist die Bequemlichkeit, regelmäßig DVDs per Post zu erhalten oder Filme online abrufen zu können, ohne dafür eine stationäre Videothek aufsuchen zu müssen. Weiterhin haben Onlinevideotheken aus dem Bereich DVD-Verleih in der Regel ein deutlich breiteres Angebot als eine einzelne stationäre Videothek. Einige große deutsche Anbieter haben bis zu 20.000 verschiedene Titel auf Lager und geben an, jeden deutschen verleihbaren Titel ins Angebot aufzunehmen. Schwächen gibt es dagegen vor allem bei älteren Titeln, die nur noch schwer zu beschaffen sind oder nicht wiederbeschafft werden können, wenn eine DVD verloren geht oder beschädigt wird. Auch gibt es keine Möglichkeit für den Kunden sehr kurzfristig Medien zu leihen, etwa zu einem spontanen „DVD-Abend“ am gleichen Tag.
Ein Nachteil des Postweges besteht darin, dass Sendungen beschädigt werden oder verloren gehen können. Über die Haftung gab es bislang verschiedene Ansichten. Viele Onlinevideotheken übernehmen derzeit das Transportrisiko auf dem Hin- und Rückweg, behalten sich aber Nachforschungen auf Kosten des Kunden vor. Unzuverlässig erscheinende Kunden werden manchmal ausgeschlossen. Ebenso Kunden, die in Regionen wohnen, in denen gehäuft Sendungen beschädigt werden oder verloren gehen. Um Probleme im Verlustfall zu umgehen, werden gelegentlich Transportversicherungen angeboten. Diese Nachteile fallen bei Video on Demand weg.